# Köinge
Köinge er en landsby i Köinge sogn, Falkenbergs kommun, Hallands län, Sverige, ca. 22 km nordøst for Falkenberg. Byen har 219 indbyggere. Entreprenøren Göran Karlsson (grundlægger af Gekås) boede i Köinge en stor del af sit liv. Slaget ved Axtorna fandt sted et par kilometer syd for landsbyen 